# Јоханес Дидерик ван дер Валс
Јоханес Дидерик ван дер Валс (хол. Johannes Diderik van der Waals; Лајден, 23. новембар 1837 — Амстердам, 8. март 1923) био је познати холандски физичар и математичар. Област његовог интересовања је била термодинамика. Открио је да међумолекулске силе (Ван дер Валсове силе) успостављају везу између притиска, запремине и температуре гасова и течности.
Његово име је првенствено повезано са ван дер Валсовом једначином стања која описује понашање гасова и њихову кондензацију у течну фазу. Његово име се такође повезује са ван дер Валсовим силама (силе између стабилних молекула), са ван дер Валсовим молекулима (мали молекуларни кластери везани ван дер Валсовим силама), и са ван дер Валсовим радијусима (величине молекула). Као што је Џејмс Клерк Максвел рекао о Ван дер Валсу, „нема сумње да ће име Ван дер Валса ускоро бити међу првима у молекуларној науци”.
У својој тези из 1873. године, ван дер Валс је приметио неидеалност реалних гасова и приписао то постојању интермолекуларних интеракција. Он је увео прву једначину стања изведену претпоставком коначне запремине коју заузимају саставни молекули. Предвођена Ернстом Махом и Вилхелмом Освалдом, снажна филозофска струја која је порицала постојање молекула појавила се крајем 19. века. Молекуларно постојање сматрано је недоказаним, а молекуларна хипотеза непотребном. У време када је написана ван дер Валсова теза (1873), већина физичара није прихватила молекуларну структуру флуида, а течност и пара се често сматрани хемијски различитим. Међутим, ван дер Валсов рад је потврдио стварност молекула и омогућио процену њихове величине и атрактивне снаге. Његова нова формула револуционисала је проучавање једначина стања. Поредећи своју једначину стања са експерименталним подацима, Ван дер Валс је био у стању да добије процене за стварну величину молекула и снагу њихове међусобне привлачности.
Утицај Ван дер Валсовог рада на молекуларну физику у 20. веку био је директан и фундаментални. Увођењем параметара који карактеришу величину молекула и привлачност у конструкцији његове једначине стања, Ван дер Валс је поставио тон модерној молекуларној науци. Да би молекуларни аспекти, као што су величина, облик, привлачност и мултиполарне интеракције, требало да чине основу за математичке формулације термодинамичких и транспортних својстава флуида, данас се сматра аксиомом. Помоћу ван дер Валсове једначине стања, параметри критичних тачака гасова могу се тачно предвидети из термодинамичких мерења на много вишим температурама. Азот, кисеоник, водоник и хелијум су потом подлегли утечњавању. Хејке Камерлинг Онес је био под значајним утицајем пионирског рада ван дер Валса. Године 1908, Онес је постао први који је произвео течни хелијум; ово је директно довело до његовог открића суперпроводљивости из 1911. године.
Ван дер Валс је своју каријеру започео као школски наставник. Постао је први професор физике на Универзитету у Амстердаму када је 1877. стари Атенаум надограђен на општински универзитет. Добитник је Нобелове награде за физику за 1910. за допринос теорији стања гасова и течности.

## Научни рад
Главно интересовање Ван дер Валса било је у области термодинамике. На њега је утицала расправа Рудолфа Клаузијуса из 1857. под насловом Über die Art der Bewegung, welche wir Wärme nennen (О врсти кретања коју називамо топлотом). Ван дер Валс је касније био под великим утицајем списа Џејмса Клерка Максвела, Лудвига Болцмана и Виларда Гибса. Клаузијусов рад га је навео да потражи објашњење експеримената Томаса Ендруза који су 1869. открили постојање критичних температура у течностима. Он је успео је да формулише полуквантитативни опис феномена кондензације и критичних температура у својој тези из 1873. године под насловом Over de Continuïteit van den Gas- en Vloeistoftoestand (О континуитету гасовитог и течног стања). Ова дисертација је представљала прекретницу у физици и као таква је одмах призната, нпр. од стране Џејмса Клерка Максвела који је написао похвалан преглед о том раду у часопису Nature.
У овој тези извео је једначину стања која носи његово име. Овај рад је дао модел у коме се течна и гасовита фаза супстанце стапају једна у другу на континуиран начин. То показује да су две фазе исте природе. Изводећи своју једначину стања Ван дер Валс је претпоставио не само постојање молекула (постојање атома је у то време било спорно), већ и да су они коначне величине и да се привлаче. Пошто је био један од првих који је претпоставио међумолекуларну силу, колико год била рудиментарна, таква сила се сада понекад назива Ван дер Валсова сила.
Друго велико откриће био је Закон о одговарајућим стањима из 1880. године, који је показао да се Ван дер Валсова једначина стања може изразити као једноставна функција критичног притиска, критичне запремине и критичне температуре. Овај општи облик је применљив на све супстанце (погледајте Ван дер Валсову једначину). Константе специфичне за једињење a и b у оригиналној једначини су замењене универзалним (независним од једињења) величинама. Управо је овај закон послужио као водич током експеримената који су на крају довели до утечњавања водоника Џејмса Дјуара 1898. и хелијума Хајке Камерлинг Онеса 1908. године.
Ван дер Валс је 1890. године објавио расправу о Теорији бинарних решења у часопису Archives Néerlandaises. Повезујући своју једначину стања са Другим законом термодинамике, у облику који је први предложио Вилард Гибс, успео је да дође до графичког приказа својих математичких формулација у облику површине коју је назвао Ψ (пси) површина следећи Гибса, који је користио грчко слово Ψ за слободну енергију система са различитим фазама у равнотежи.
Треба поменути и Ван дер Валсову теорију капиларности, која се у свом основном облику први пут појавила 1893. године. За разлику од механичке перспективе на ову тему коју је раније дао Пјер-Симон Лаплас, Ван дер Валс је заузео термодинамички приступ. Ово је у то време било контроверзно, пошто постојање молекула и њихово трајно, брзо кретање нису били универзално прихваћени пре него што је Жан Батист Перин експериментално потврдио теоријско објашњење Брауновског кретања Алберта Ајнштајна.